# 12132 Wimfröger
12132 Wimfröger là một tiểu hành tinh vành đai chính với chu kỳ quỹ đạo là 1581.82 ngày (4.33 năm). Nó được phát hiện ngày 24 tháng 9 năm 1960 bởi Cornelis Johannes van Houten và vợ, I. van Houten-Groeneveld.